# Рейн-Мюнстерланд-экспресс
Рейн-Мюнстерланд-экспресс (RE7) (нем. Rhein-Münsterland-Express) — линия пассажирского регионального экспресса в федеральной земле Северный Рейн-Вестфалия (Германия). Соединяет города Мюнстерланда, с городами Рурской области — Хагеном, Вупперталем, а также регионом Кёльна. Движение экспресса осуществляется по путям, предназначенным для скорых поездов со скоростью 140 км/ч.

## История
Появление региональных экспрессов на железных дорогах Германии было связано с оптимизацией системы движения. До этого существовали либо пригородные поезда, либо скорые. Чтобы улучшить систему сообщения было решено создать промежуточный класс поездов, передав некоторые функции скорых поездов поездам пригородного сообщения.

Экспресс RE7 — наследник маршрута городского экспресса (SE), который осуществлял движение по маршруту Ахен-Кёльн-Вупперталь-Мюнстер. В 1998 году был запущен региональный экспресс из Дюрена в Мюнстер. При реорганизации движения в декабре 2002 года маршрут был продлён с обоих концов до Ахена и Райне соответственно. Однако, уже в июне 2003 года из-за постоянных проблем с соблюдением графика движения маршрут экспресса на левом берегу Рейна был изменён —  маршрут RE9 и маршрут RE7 поменялись друг с другом на участке за Кёльном. Теперь RE7 стал ходить до Крефельда, а RE9 соответственно до Ахена. Это способствовало стабилизации расписания на обоих маршрутах. В 2015 году, RE7 и маршрут RB48 были переданы компании National Express по результатам тендера.

## Железнодорожные участки
Рейн-Мюнстерланд-экспресс проходит по участкам девяти железных дорог:
- железная дорога Райне-Мюнстер;
- железная дорога Мюнстер-Хамм;
- железная дорога Хаген-Хамм;
- участок железной дороги Дюссельдорф-Эльберфельд (Эльберфельд — ранее самостоятельный город, вошедший в состав города Вупперталь 1 августа 1929 года) от Вупперталя до Груйтен;
- железная дорога Груйтен-Кёльн-Дойц;
- мост Гогенцоллернов
- участок железной дороги Кёльн-Неймеген от Кёльна до Крефельда.

## Интервал движения
Согласно расписанию, экспресс RE7 ходит один раз в час.